# Abd-an-Nabí (nom)
Abd-an-Nabí és un nom masculí teòfor àrab islàmic (àrab: عبد النبي, ʿAbd an-Nabī) que literalment significa ‘Servidor del Profeta’, essent «el Profeta» una referència al profeta Muhàmmad. Si bé Abd-an-Nabí és la transcripció normativa en català del nom en àrab clàssic, també se'l pot trobar transcrit Abdul-Nabi, Abdolnabi, Abd al-Nabi... normalment per influència de la pronunciació dialectal o seguint altres criteris de transliteració. Com a teòfor, també el duen musulmans no arabòfons que l'han adaptat a les característiques fòniques i gràfiques de la seva llengua.
Vegeu aquí personatges i llocs que duen aquest nom.